# Lotus 101
Chronologie des modèles (1989)
Lotus 100T Lotus 102
La Lotus 101 est la monoplace de Formule 1 engagée par Team Lotus en 1989. À la suite du départ de Gérard Ducarouge, Frank Dernie est nommé directeur technique en novembre 1988. La 101 est conçue en quelques semaines Néanmoins, le gros du travail avait été réalisé par le designer en chef Mike Coughlan.

## Historique
Le départ de Gérard Ducarouge coïncide avec la fin de l'ère des moteurs turbocompressés et du partenariat entre Lotus et Honda. Les écuries de Formule 1 doivent désormais utiliser un moteur atmosphérique de 3 500 cm³ de cylindrée. Lotus opte pour un moteur Judd CV32 client (Judd fournissant officiellement March Engineering), le déficit de puissance devant être limité par la conception d'une nouvelle culasse à cinq soupapes par cylindre.
La 101 se révèle rapidement peu performante ; les moteurs Judd sont moins puissants que le V10 Honda de McLaren et les pneus Goodyear, conçus principalement pour McLaren et Ferrari qui ont adapté leurs châssis à leurs performances, ne permettent pas de rattraper la concurrence. 
Les deux Lotus ne se qualifient pas au Grand Prix  de Belgique : la famille de Colin Chapman remplace Peter Warr par Tony Rudd et le projet de culasse Tickford est abandonné.
Au volant de la 101, Nelson Piquet termine à trois reprises quatrième et finit la saison huitième du championnat du monde des pilotes avec douze points. À ses côtés, Satoru Nakajima obtient comme meilleur résultat une quatrième place lors du dernier Grand Prix de la saison, en Australie.

## Résultats en championnat du monde de Formule 1

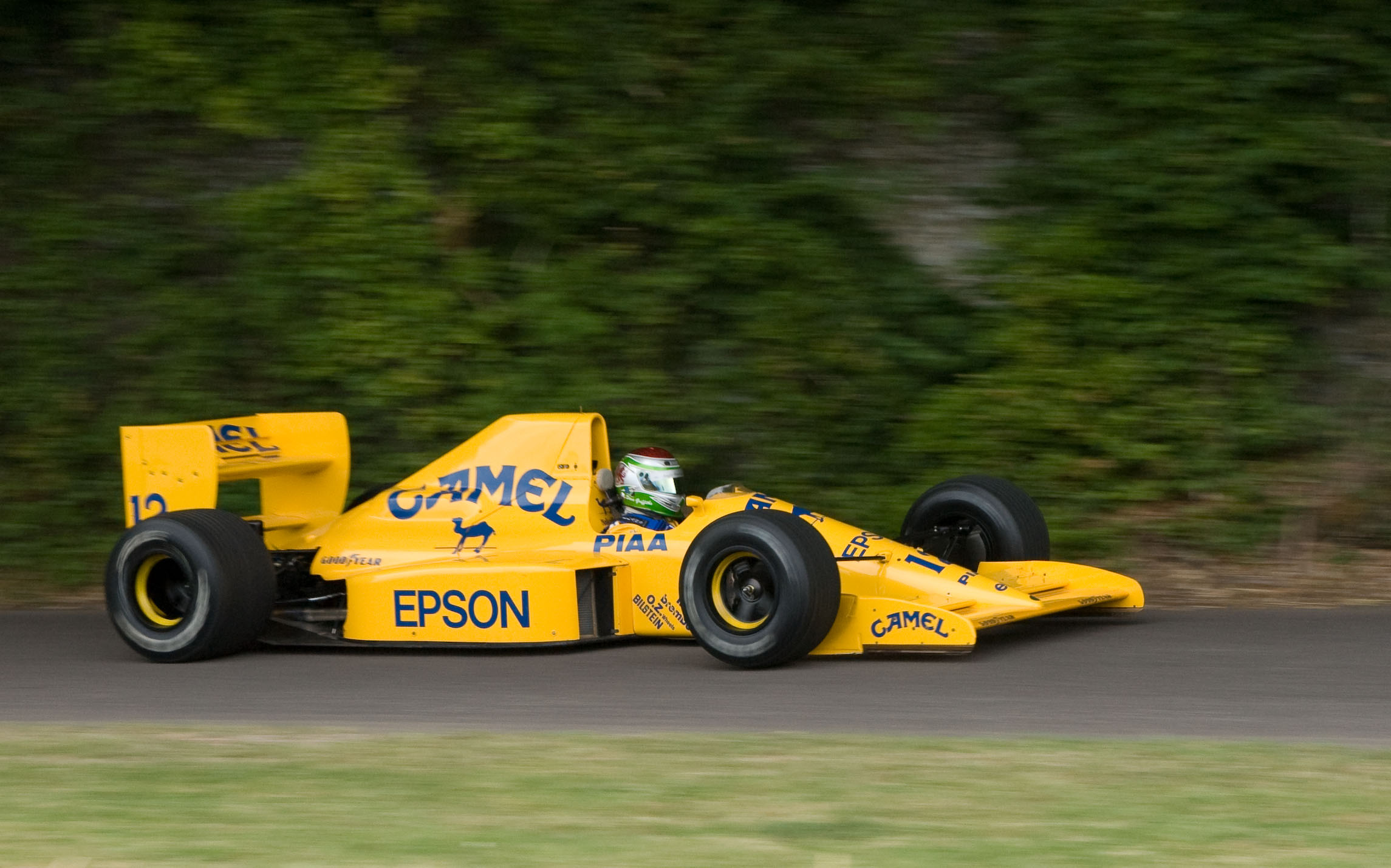
La Lotus 101 de Satoru Nakajima en démonstration à Goodwood en 2010.

| Saison | Écurie           | Moteur     | Pneus    | Pilotes         | Courses | Courses | Courses | Courses | Courses | Courses | Courses | Courses | Courses | Courses | Courses | Courses | Courses | Courses | Courses | Courses | Points inscrits | Classement |
| Saison | Écurie           | Moteur     | Pneus    | Pilotes         | 1       | 2       | 3       | 4       | 5       | 6       | 7       | 8       | 9       | 10      | 11      | 12      | 13      | 14      | 15      | 16      | Points inscrits | Classement |
| ------ | ---------------- | ---------- | -------- | --------------- | ------- | ------- | ------- | ------- | ------- | ------- | ------- | ------- | ------- | ------- | ------- | ------- | ------- | ------- | ------- | ------- | --------------- | ---------- |
| 1989   | Camel Team Lotus | Judd CV V8 | Goodyear |                 | BRÉ     | SMR     | MON     | MEX     | USA     | CAN     | FRA     | GBR     | ALL     | HON     | BEL     | ITA     | POR     | ESP     | JAP     | AUS     | 15              | 6e         |
| 1989   | Camel Team Lotus | Judd CV V8 | Goodyear | Nelson Piquet   | Abd     | Abd     | Abd     | 11e     | Abd     | 4e      | 8e      | 4e      | 5e      | 6e      | Nq      | Abd     | Abd     | 8e      | 4e      | Abd     | 15              | 6e         |
| 1989   | Camel Team Lotus | Judd CV V8 | Goodyear | Satoru Nakajima | 8e      | Nc      | Nq      | Abd     | Abd     | Nq      | Abd     | 8e      | Abd     | Abd     | Nq      | 10e     | 7e      | Abd     | Abd     | 4e      | 15              | 6e         |